# Viaggio verso Nyx
Viaggio verso Nyx (in inglese Journey Into Nyx) è un'espansione del gioco di carte collezionabili Magic: l'Adunanza, edito da Wizards of the Coast. In vendita in tutto il mondo dal 2 maggio 2014, è il terzo set di tre del Blocco di Theros, che comprende anche Theros e Figli degli Dei.

## Ambientazione
(Gurutes, discepolo di Xenagos)
Nel piano dimensionale di Theros, il planeswalker satiro Xenagos è riuscito a compitere un rituale che lo ha trasformato in un dio: in questa nuova veste, il satiro intende trascorrere l'eternità nei bagordi e nella dissolutezza più sfrenati. Eliod, dio del Sole, non potendo nessun dio porre rimedio all'intrusione (un dio non può uccidere un dio) si è rivolto quindi alla planeswalker Elspeth: la Campionessa del Sole, assistita dal collega Ajani, dovrà quindi scontrarsi con Xenagos ed ucciderlo... a costo della sua stessa vita.

## Caratteristiche
Viaggio verso Nyx è composta da 165 carte, stampate a bordo nero, così ripartite:
- per colore: 29 bianche, 28 blu, 29 nere, 29 rosse, 28 verdi, 13 multicolore, 6 incolori, 3 terre.
- per rarità: 60 comuni, 60 non comuni, 35 rare e 10 rare mitiche.

Il simbolo dell'espansione è composto dalle corna di Xenagos combinate con una colonna, e si presenta nei consueti quattro colori a seconda della rarità: nero per le comuni, argento per le non comuni, oro per le rare, e bronzo per le rare mitiche.
Viaggio verso Nyx è disponibile in bustine da 15 carte casuali e in 5 mazzi tematici precostituiti da 60 carte ciascuno:
- Mortals of Myth (verde/bianco)
- Fates Foreseen (blu/rosso)
- Pantheon's Power (bianco/nero)
- Voracious Rage (rosso/nero)
- The Wilds and the Deep (verde/blu)

### Prerelease
Viaggio verso Nyx fu presentata in tutto il mondo durante i tornei di prerelease il 26 aprile 2014. Similmente a quanto accaduto nella precedente espansione, durante il prerelease ogni giocatore ha dovuto scegliere un "destino dell'eroe", ricevendo un cofanetto del colore appropriato (uno per ognuno dei cinque colori della magia), che oltre a contenere diverse bustine da 15 carte casuali, forniva una "bustina selezionata", contenente in maggioranza carte del colore corrispondente al destino scelto. Queste confezioni contenevano anche una speciale carta olografica promozionale che, contrariamente rispetto alla norma degli altri tornei di prerelease, poteva essere inclusa all'interno del proprio mazzo durante il torneo. La carta promo era differente per ogni destino dell'eroe, ma tutte e cinque presentavano un'illustrazione alternativa rispetto alle carte che si potevano trovare nelle bustine. Ecco di seguito l'elenco:
- Aurighi dell'Alba
- Flagello delle Flotte
- Gigante dalla Scia Funesta
- Progenie di Traxes
- Flagello degli Eroi

Durante il Game Day (evento successivo al torneo di release ufficiale), inoltre, i giocatori di Magic hanno potuto prendere parte ad un mini-gioco parallelo al torneo normale, chiamato "Sconfiggi un Dio": utilizzando le speciali carte "Eroe" ottenute nei precedenti tornei ed i loro mazzi, chiunque lo desiderasse avrebbe potuto giocare una partita contro l'organizzatore dell'evento, in possesso di uno speciale mazzo "Xenagos Asceso" fornito dalla Wizards. Tale mazzo non poteva essere modificato e conteneva carte differenti dal normale (creature speciali di tipo Dissoluto ed altri, incantesimi e stregonerie, più una creatura Dio chiamata Xenagos Asceso); la partita stessa seguiva regole differenti, come per esempio l'assenza per il mazzo Xenagos di ogni zona di gioco all'infuori del mazzo, del cimitero e del campo di battaglia. Xenagos non ha punti vita, ma non può lasciare il campo di battaglia finché schiera in campo anche una sola creatura Dissoluto (che non possono attaccare, a meno che le carte del mazzo non dicano espressamente di farlo): l'obiettivo dei giocatori è quindi utilizzare le proprie creature per attaccare e sconfiggere i Dissoluti, e quindi sconfiggere Xenagos quando è solo in campo.

### Ristampe
Nel set sono state ristampate le seguenti carte da espansioni precedenti:
- Cinghiale Zannaffilata (dall'espansione Zendikar, presente anche nel set base Magic 2013)
- Indovinello del Fulmine (dall'espansione Visione Futura)
- Rappresaglia (dall'espansione Alleanze, presente anche nei set base Sesta Edizione e Settima Edizione, e nel set speciale Cavalieri vs. Draghi)
- Spruzzo di Magma (dall'espansione Frammenti di Alara, presente anche nel set speciale Izzet vs. Golgari)

## Novità
Viaggio verso Nyx introduce nuove abilità nel gioco, oltre a sviluppare quelle introdotte nei due set precedenti, come Ispirazione, Mostruosità, Conferire o Eroismo. Inoltre in questa espansione viene presentata una nuova carta Planeswalker.

### Nuove abilità
- Sforzo

Le magie dotate dell'abilità Sforzo hanno la caratteristica di poter avere un numero arbitrario di bersagli, anziché solo uno: tuttavia, ogni bersaglio oltre al primo aumenterà il costo della magia stessa. Il costo per ciascun bersaglio è indicato nell'abilità, e va pagato per ogni bersaglio aggiuntivo. L'istantaneo Presenza di Ajani ad esempio costa un mana bianco per essere giocata normalmente ed un mana bianco e due mana incolori per attivare sforzo. Ciò significa che bersagliare due creature costerà due mana bianchi e due mana incolori, tre creature costerà tre mana bianchi e quattro mana incolori, e così via.
- Costellazione

Gli Incantesimi (incluse le creature incantesimo) con l'abilità Costellazione dispongono di un effetto differente per ogni carta, che si attiva ogniqualvolta il giocatore fa entrare nel campo di battaglia un Incantesimo, compreso quello con tale abilità. Ad esempio quando la Divoratrice di Thassa entra in campo, oppure quando il suo controllore gioca un incantesimo con essa in campo, un giocatore bersaglio è costretto a mettere nel proprio cimitero le prime due carte del proprio grimorio.